# Tarenna catanduanensis
Tarenna catanduanensis är en måreväxtart som beskrevs av Elmer Drew Merrill. Tarenna catanduanensis ingår i släktet Tarenna och familjen måreväxter. Inga underarter finns listade i Catalogue of Life.